# Nopcsa Elek (kamarás)

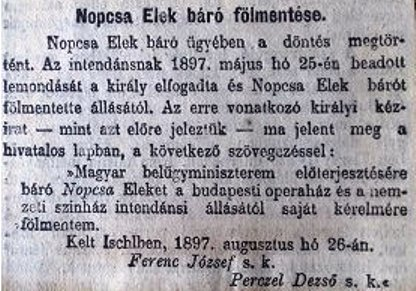
Nopcsa Elek felmentő határozata

A báró felső-szilvási Nopcsa család címere

Felső-szilvási báró Nopcsa Elek (Bécs, 1848. október 24. – Újarad, 1918. március 7.) császári és királyi kamarás, országgyűlési képviselő, színházi intendáns.

## Életútja
A magyar nemesi származású báró Nopcsa családban született. Apja báró felsőszilvási Nopcsa László (1794–1884), Hunyad vármegye főispánja 1848-ig, földbirtokos, anyja borbátvizi Bája Mária (1821–1882) volt. Az apai nagybátyja idősebb báró felsőszilvási Nopcsa Elek (1775–1862) erdélyi udvari kancellár, a Lipót-rend nagy-keresztese és a Szent István-rend vitéze, földbirtokos, aki 1855. december 31-én osztrák bárói rangot nyert. Mivel idősebb Nopcsa Elek báró gyermektelen volt, e bárói ág kihalásához közeledvén, 1856. szeptember 18-án kelt legfelsőbb elhatározással a bárósság idősebb Nopcsa Eleknek testvérére, Nopcsa László, volt hunyadmegyei főispánra, ráruháztatott, amelyet az uralkodott megerősített. Ferenc József magyar király 1874. május 14-én végül magyar bárói címet adományozott ifjabb Nopcsa Elek és bátyja Nopcsa Ferenc (1815–1904) számára.
Nyolc éves korában a bécsi Theresianumba került, ahol kiképeztetését nyerte. 1866-ban belépett a 10. huszárezredbe, ahol csakhamar tiszt lett. Részt vett az 1866. évi hadjáratban; megsebesülve fogságba jutott és több hétig feküdt Csehországban betegen. 1872-ben tartalékba lépve, átvette birtokainak vezetését és az általa épített gyönyörű szanali kastélyba tette át lakását. 1874. május 14-én Budapesten kelt legfelsőbb elhatározással bárósága Magyarországra is kiterjesztetett. A megyei politikával buzgón foglalkozott és ennek köszönhette, hogy 1887-ben a hátszegi kerület egyhangúlag képviselővé választotta mint a szabadelvű párt hívét és 1892-ben mandátumát ismét az ő kezébe tette le. 1894. november 21-től kormánybiztosként dilettánskodott. Zichy Géza gróf visszavonulása után, 1896. október 11-én kinevezték az Operaház és a Nemzeti Színház intendánsává, 1897. augusztus 26-án azonban ettől az állásától fölmentették. Tevékenysége botrányoktól volt hangos, hevesen és kíméletlenül támadták meg a sajtóban is, szemére vetve, hogy visszaélt hatalmával és a színház nőtagjaiban nem a tehetséget nézte, hanem a neki tetsző szépséget. Operaházi működése során számtalan bemutatót tartottak. 1896-ban, valamint 1901-ben a szászvárosi kerületben választatott meg képviselőnek. A házban a gazdasági bizottságban foglalt helyet.
Országgyűlési beszédei a Naplókban vannak.

## Házassága és leszármazottjai
Újaradon 1876. június 12-én nőül vette lengyel grófi származású római katolikus gróf Zelenka-Zelenski Matild (*Újarad, 1852. április 28.–†Budapest, 1938. december 25.) kisasszonyt, császári és királyi csillagkeresztes hölgy, akinek a szülei a krakkói születésű gróf Zelenka-Zelenski László (1809–1863), földbirtokos és eötvenesi Lovász Amália (1825–1907) voltak. Az anyai nagyszülei eötvenesi Lovász Imre (1756–1827), királyi tanácsos, Arad vármegye alispánja, földbirtokos és esztelneki Biró Amália voltak. Nopcsa Elek báróné gróf Zelenka-Zelenski Matild egyetlen fivére gróf Zselénszky Róbert (1850–1939), nagybirtokos, közgazdasági író, császári és királyi kamarás, főrendiházi tag, aki 1899. szeptember 28-án I. Ferenc József magyar királytól magyar grófi címet nyert. Nopcsa Elek báró és gróf Zelenka-Zelenski Matild frigyéből született:
- báró Nopcsa Ferenc (*Déva, 1877. május 3.–†Bécs, 1933. április 25.), dr. phil., paleontológus, geológus, a MTA tagja, a Magyar Földtani Intézet igazgatója, a British Geological Society tagja, huszárhadnagy.
- báró Nopcsa Elek (*Déva, 1879. szeptember 5.–†Budapest, 1920. november 24.), cs. és kir. huszárszázados. Felesége: Coudekerque-Lambrecht Katalin (*1891. március 8.–†Budapest, 1964. május 27.)
- báró Nopcsa Ilona (*Szacsal, 1883. május 1. –†Róma, 1963. január 24.), a Máltai Lovagrend tb. hölgytagja. Férje: őrgróf Pallavicini Alfréd (*Abaúj-Szemere, 1873. július 8. –†Abaúj-Szemere, 1929. december 16.), földbirtokos.